# کارلوس لوپز
کارلوس لوپز (پرتغالی: Carlos Lopes؛ زادهٔ ۱۸ فوریهٔ ۱۹۴۷) دونده ماراتن و دونده دو استقامت اهل پرتغال است.
از افتخارات وی می‌توان به کسب مدال دو ماراتن در بازی‌های المپیک تابستانی ۱۹۸۴ اشاره کرد.